# 1997年法国网球公开赛
1997年法國網球公開賽是第96屆法國網球公開賽，是年度第二項大滿貫賽事。於1997年5月26日至6月8日在罗兰·加洛斯球场舉行。

## 冠军
单打列出冠亚军以及决赛比分，双打列出冠军组合。

### 男子单打
主条目：1997年法國網球公開賽男子單打比賽
古斯塔沃·库尔滕（巴西）6-3, 6-4, 6-2 塞爾希·布魯格拉（西班牙）

### 女子单打
主条目：1997年法國網球公開賽女子單打比賽
伊娃·馬約莉（克罗地亚）6-4, 6-2 玛蒂娜·辛吉斯（瑞士）

### 男子双打
主条目：1997年法國網球公開賽男子雙打比賽
耶夫格尼·卡费尔尼科夫（俄罗斯）/丹尼爾·維塞克（捷克）

### 女子双打
主条目：1997年法國網球公開賽女子雙打比賽
吉吉·菲爾南德斯（美国）/娜塔莎·茲韋列娃（白俄罗斯）

### 混合双打
主条目：1997年法國網球公開賽混合雙打比賽
平木理化（日本）/马赫什·布帕蒂（印度）

## 外部連結
- 官方網站

| 前任： 1996年法国网球公开赛     | 法国网球公开赛 1997年 | 繼任： 1998年法国网球公开赛     |
| 前任： 1997年澳大利亚网球公开赛 | 网球大满贯 1997年     | 繼任： 1997年温布尔登网球锦标赛 |